# Víctor Guazá
Víctor Guazá Lucumí (Puerto Tejada, Cauca, Colombia; 16 de agosto de 1985) es un exfutbolista colombiano que jugaba como delantero. 

## Trayectoria
En el 2011 jugó la Copa Libertadores 2011 con Deportivo Petare, anotándole un gol a Cerro Porteño.
En 2016, en el duelo que enfrentó a su equipo, UTC Cajamarca, contra a Alianza Atlético, sufrió un fuerte golpe en el cráneo y posteriormente debió ser operado de urgencia. Sufrió una fractura ósea en la parte frontal y un edema en la masa encefálica. Fue operado con éxito y volvió al fútbol luego de algunos meses.
En 2017 jugó en la Segunda División peruana por el Mannucci de Trujillo. Tras siete partidos disputados con el equipo trujillano, se retiró del fútbol a los 31 años de edad. Tras dejar el fútbol, se dedicó al entrenamiento de fútbol de menores.

## Clubes
| Club                | País                | Año                 | Partidos | Goles |
| ------------------- | ------------------- | ------------------- | -------- | ----- |
| UA Maracaibo        | Venezuela           | 2007 - 2008         | 18       | 2     |
| Atlético Huila      | Colombia            | 2008 - 2010         | 64       | 8     |
| Deportivo Petare    | Venezuela           | 2011                | 15       | 4     |
| La Equidad          | Colombia            | 2011 - 2012         | 45       | 4     |
| UTC Cajamarca       | Perú                | 2013                | 33       | 11    |
| Zob Ahan FC         | Irán                | 2014                | 4        | 0     |
| Boyacá Chicó        | Colombia            | 2015                | 7        | 0     |
| UTC Cajamarca       | Perú                | 2016                | 30       | 13    |
| Carlos A. Mannucci  | Perú                | 2017                | 7        | 0     |
| Total en su carrera | Total en su carrera | Total en su carrera | 223      | 42    |

### Hat-tricks
| 1 | 19 de julio de 2016 | Estadio Héroes de San Ramón, Cajamarca | UTC Cajamarca - Universidad de San Martín |  | 3 - 1 | Campeonato Descentralizado 2016 |